# Igor Keller
 (février 2025).
Si vous disposez d'ouvrages ou d'articles de référence ou si vous connaissez des sites web de qualité traitant du thème abordé ici, merci de compléter l'article en donnant les références utiles à sa vérifiabilité et en les liant à la section « Notes et références ».
Igor Keller est un violoniste né en 1973 à Bouxwiller en Alsace. Il fait ses études à l'Académie de Bâle et au Mozarteum de Salzbourg.

## Biographie
En 1986, il obtient le Prix d'encouragement de la Fond'action Alsace et à partir de 1992 il entre à l'International Menuhin Music Academy comme élève d’Alberto Lysy et de Yehudi Menuhin, où il obtient en 1995 ses diplômes.
Il se perfectionne lors de nombreuses « masterclasses », dirigées notamment par Felix Andrievski, Walter Levin, Hatto Beyerle, Siegmund Nissel et Joseph Silverstein.
Son activité de soliste et de musicien de chambre l'a amené à se produire dans la plupart des pays d'Europe ainsi que sur d'autres continents.
Il fonde en 1994 le Trio Ligeti (trio à cordes) et remporte avec cet ensemble plusieurs prix, dont le 1er Prix de l'"Osaka International Chamber Music Competition".
En 1995, Il remporte le Grand prix du Forum musical de Normandie avec le Trio Ligeti.
En 1996, il obtient le Premier prix au Concours international de musique de chambre d'Osaka.
De 1997 à 2005, il est co-soliste - 1er violon - à l'Orchestre philharmonique de Strasbourg.